# Вієйра-ду-Міню
Віє́йра-ду-Мі́ню (порт. Vieira do Minho; МФА: [vi.ˈɐj.ɾɐ du ˈmi.ɲu], Віейра-ду-Мі́ню, «Вієйра-Мінійська») — муніципалітет і містечко в Португалії, в окрузі Брага. Розташований у північній частині країни, на теренах історичної португальської провінції Дору-Міню. Належить до Бразької архідіоцезії Католицької церкви в Португалії. Права міського самоврядування має з 1514 року. Поділяється на 16 парафій. За адміністративним поділом, чинним до 1976 року, був складовою провінції Міню. Площа муніципалітету — 218,05 км², населення муніципалітету — 12997 ос. (2011); густота населення — 59,61 осіб/км²
. Патрон — Діва Марія. Святковий день муніципалітету — понеділок після 1-ї суботи жовтня. Поштовий індекс — 4850.  Код місцевої адміністративної одиниці — 0311. Складова статистичного регіону Північ.

## Назва
- Вієйра-ду-Міню (порт. Vieira do Minho) — сучасна португальська назва.
- Вієйра (порт. Vieira) — стара португальська назва.

## Географія
Вієйра-ду-Міню розташована на північному заході Португалії, на північному сході округу Брага.
Містечко розташоване за 25 км на північний схід від міста Брага.
Вієйра-ду-Міню межує на півночі з муніципалітетом Терраш-де-Бору, на сході — з муніципалітетом Монталегре, на південному сході — з муніципалітетом Кабесейраш-де-Башту, на півдні — з муніципалітетом Фафе, на південному заході — з муніципалітетом Повуа-де-Ланьозу, на північному заході — з муніципалітетом Амареш.

## Історія
1514 року португальський король Мануел I надав Вієйрі форал, яким визнав за поселенням статус містечка та муніципальні самоврядні права.

## Населення
| Кількість мешканців | Кількість мешканців | Кількість мешканців | Кількість мешканців | Кількість мешканців | Кількість мешканців | Кількість мешканців | Кількість мешканців | Кількість мешканців | Кількість мешканців | Кількість мешканців | Кількість мешканців | Кількість мешканців | Кількість мешканців | Кількість мешканців |
| ------------------- | ------------------- | ------------------- | ------------------- | ------------------- | ------------------- | ------------------- | ------------------- | ------------------- | ------------------- | ------------------- | ------------------- | ------------------- | ------------------- | ------------------- |
| 1864                | 1878                | 1890                | 1900                | 1911                | 1920                | 1930                | 1940                | 1950                | 1960                | 1970                | 1981                | 1991                | 2001                | 2011                |
| 13 652              | 14 036              | 14 130              | 14 904              | 14 969              | 14 747              | 15 382              | 17 289              | 19 259              | 18 920              | 16 994              | 17 931              | 15 775              | 14 724              | 12 997              |

## Парафії
- Аніссо
- Анжуш
- Вентоза
- Вієйра-ду-Міню
- Вілар-ду-Шан
- Гілюфрей
- Ейра-Ведра
- Кампуш
- Канісада
- Кантелайнш
- Кова
- Лореду
- Моштейру
- Парада-ду-Бору
- Піньєйру
- Россаш
- Руйвайнш
- Саламонде
- Суенгаш
- Сотелу
- Табуасаш